# Cunninghamgambiet
Het Cunninghamgambiet geanalyseerd door de Schotse schaker Alexander Cunningham is een variant in de schaakopening Koningsgambiet. Deze variant is ingedeeld bij de open spelen.
De beginzetten zijn 1.e4 e5 2.f4 ef 3.Pf3 Le7 (diagram) 4.Lc4 Lh4.
Eco-code C 35.
Het gambiet is al een paar eeuwen oud.